# Salveybach
Der Salveybach ist ein linker Nebenfluss der Westoder im Landkreis Uckermark im äußersten Nordosten Brandenburgs.
Der etwa acht Kilometer lange Bach entsteht aus mehreren Grabenzuflüssen bei Tantow. Von dort fließt er in südöstlicher Richtung und mündet in Gartz in die Westoder.
Es befanden sich einst fünf Mühlen am Bach. Einige Teile von ihnen sind heute noch erkennbar. Das Wassermühlen-Ensemble (Salveymühle 3) in Geesow, einem Ortsteil von Gartz im Amt Gartz (Oder), steht unter Denkmalschutz.